# Andrzej Horodyski
Andrzej Michał Horodyski herbu Korczak, inna forma imienia: Michał Andrzej Horodyski (ur. koniec listopada 1773 w Baworowie, zm. pomiędzy 1847 a 1857) – polski dramatopisarz, polityk, tłumacz, wolnomularz.

## Życiorys
Urodził się w końcu listopada 1773 w Baworowie (Podole galicyjskie) jako syn Antoniego, miecznika kijowskiego, i Justyny z Marchockich. 
W młodości zamierzał studiować filozofię na Uniwersytecie Lwowskim. 

### Działalność polityczna od 1796 do 1806
W roku 1796 został działaczem Centralizacji Lwowskiej, związaniej z paryską Deputacją. Po jej rozbiciu zbiegł (1798) do Warszawy, gdzie stał się początkowo współzałożycielem, a następnie sekretarzem i kierownikiem (funkcję tę przejął po E. Mycielskim) Towarzystwa Republikanów Polskich, działając pod pseudonimem Andrzej Dumański. 
W roku 1801, z polecenia Towarzystwa, nawiązał i prowadził szyfrowaną korespondencję z H. Kołłątajem. Wkrótce też stał się jednym z grona najwierniejszych przyjaciół Kołłątaja. W roku 1802 został udziałowcem powstającego w Odessie domu handlowego Trzycieski, Horodyski et comp., do którego przystąpili także: P. Maleszewski, J. K. Szaniawski i J. Drzewiecki.

### Księstwo Warszawskie (1807-1815)
Od początku istnienia Księstwa Warszawskiego zaangażował się politycznie i publicystycznie. Członek Izby Najwyższej Wojennej i Administracji Publicznej w 1806 roku. Wiceprezes i pierwszy konsyliarz Izby Administracji Publicznej departamentu warszawskiego w 1808 roku. Członek Izby Głównej Obrachunkowej w 1811 roku.
Był członkiem loży wolnomularskiej Świątynia Izis w 1811/1812 roku, członkiem loży Kazimierz Wielki w 1819/1820 roku. Był także członkiem Warszawskiego Towarzystwa Przyjaciół Nauk. 
Z czasem odcinał się od swych dawnych jakobińskich poglądów. Po wkroczeniu Rosjan w roku 1813 związał się z Adamem Jerzym Czartoryskim. 

### Powstanie listopadowe (1830-1831)
W czasie powstania listopadowego był związany z generałem Skrzyneckim. Od czerwca 1831 był ministrem spraw zagranicznych Rządu Narodowego.

## Twórczość

### Ważniejsze dzieła
- Abelino, wielki bandyt wenecki (inny tytuł: Abelino, wielki bandyt włoski). Tragedia w 5 aktach z niemieckiego, wyst. Lwów 1795, wznowienie Warszawa 18 kwietnia 1800, (według J. H. Zschokke)
- Komedia naprędce. Komedia w 1 akcie z niemieckiego, wyst. Warszawa 1798, wyd. Warszawa 1800, rękopis: Ossolineum, sygn. 11272/I, (być może według F. L. Schröder: Die Komödie)
- Nieszczęśliwi. Komedia w 1 akcie z niemieckiego, wyst. Warszawa 1798-1799, (według A. F. Kotzebue)
- La Peyrouse, czyli sławny żeglarz. Drama w 2 aktach, wyst. Warszawa 1798, wznowienie Warszawa 1 maja 1807, wyd. Warszawa 1800, (według A. F. Kotzebue)
- Potwarcy (lub: Potwarce). Drama w 5 aktach z niemieckiego, wyst.: Warszawa 1798, 26 listopada 1799, (według A. F. Kotzebue)
- Wieczory Praksedy, wyst. Warszawa 1798
- Hamlet. Tragedia w 5 aktach, wyst. Warszawa 28 marca 1799, (według W. Shakespeare'a w przeróbce J. F. Ducisa)
- Myśliwi, wyst. Warszawa 1799, (według A. W. Iffland)
- Pokrewieństwo, czyli bracia tegocześni. Komedia w 5 aktach z niemieckiego, wyst. Warszawa 1799, (według A. F. Kotzebue)
- Aleksander Mężykow. Tragedia w 5 aktach z niemieckiego, wyst. 28(?) marca 1800
- Kartofel Pełka. Komedia w 1 akcie z włoskiego, wyst. Warszawa, prawdopodobnie w roku 1800; współautor: A. Żółkowski; (według C. Goldoni)
- Sługa dwóch panów. Komedia w 2 aktach z niemieckiego, wyst. Warszawa 15 kwietnia 1803, (według C. Goldoniego w przeróbce F. L. Schrödera)
- Gaweł na księżycu. Komedia w 3 aktach z francuskiego, wyst. Warszawa 11 stycznia 1804, (według H. Beck; także w roku 1805 tłum. A. Żółkowski)
- List do J. K. Szaniawskiego, w zbiorze: "Korespondencja w materiach obraz kraju i narodu polskiego rozjaśniających", cz. 1, Warszawa 1807; wyd. jako dodatek do Gazety Warszawskiej 1807; (tu szereg listów innych autorów, adresowanych do Horodyskiego)
- (Nekrolog H. Kołłątaja), Allgemeine Literaturzeitung lipiec 1812
- Myśli dążące do zamiaru polepszenia bytu włościan polskich. Projekt opracowany dla Komitetu Reformy odczytany 28 sierpnia 1814, z rękopisu Biblioteki Czartoryskich, sygn. 5233, wyd. S. Kieniewicz w: Przemiany społeczne i gospodarcze w Królestwie Polskim (1815-1830), Warszawa 1951
- Projekt do ustawy rządowej dla krajów polskich, na przypadek gdyby takowe do państwa rosyjskiego w kształcie sprzymierzonego związku z zachowaniem całej swojej wewnętrznej udzielności zachowane zostały, dat. 21 września 1814, niewydany, (informuje Polski Słownik Biograficzny)
- Myśli o powstaniu prowincji zabranych, będące projektem instrukcji dla oddziałów idących za Bug i Niemen, powst. 1831, niewydane, (informuje Polski Słownik Biograficzny)
- Myśli o pokoju w Europie, powst. 1831(?), niewydane, (informuje Polski Słownik Biograficzny).

Wiele pism Horodyskiego (projektów politycznych i naukowych) pozostało jedynie w rękopisach (porównaj: Listy i materiały).
Horodyskiemu przypisywano także wydane anonimowo: "Listy obywatelskie do Jana Węgleńskiego, ministra stanu Królestwa Polskiego", Pamiętnik Warszawski 1816, t. 6 – 1817, t. 8 i odb. (częściowa) Warszawa 1816 – napisał J. Wybicki.

### Przekłady
- L. Bendavid: "Czyli postęp w oświeceniu jest tylko środkiem do szczęśliwości, czy też najwyższym zamiarem rodu ludzkiego. Z Bendavida (tłum.) Andrzej Horodyński(!)", Nowy Pamiętnik Warszawski, t. 7 (1802), s. 178-193.
- Claude Carloman de Rulhière: "Tłumaczenie z francuskiego Historia bezrządu Polski. Dzieło pośmiertne", t. 1, Warszawa 1808, (jako współtłumacz obok F. K. Dmochowskiego, J. K. Szaniawskiego, S. Staszica i innych).

### Prace edytorskie
- Charte constitutionelle de l'empire de Russie, Warszawa 1831 (także po rosyjsku); ze wstępem wydawcy.

### Listy i materiały
- Do H. Kołłątaja w zbiorze z lat 1805–1811, rękopis: Biblioteka PAN Kraków, sygn. 209
- Do J. Poniatowskiego z roku 1809, rękopis: Biblioteka PAN Kraków, sygn. 134
- Do b. prokuratora Szkoły Głównej Krakowskiej (z roku 1809?), rękopis: Biblioteka PAN Kraków, sygn. 151
- Do J. Poniatowskiego, gen. Suworowa, J. Rautenstraucha, S. Zamoyskiego i in., rękopis: Biblioteka PAN Kraków, sygn. 137
- Do H. Kołłątaja i notatki w sprawie Kołłątaja, rękopis: Biblioteka PAN Kraków, sygn. 204, 224
- Od różnych osób z lat 1804–1816, m.in. od: J. S. Bandtkiego, T. Horodyskiej, P. Maleszewskiego, A. Sapiehy, J. K. Szaniawskiego (z lat 1809–1815) i S. Kłokockiego (z lat 1814-1815), rękopis: Biblioteka PAN Kraków, sygn. 163
- Od C. Godebskiego, rękopis: Biblioteka Narodowa, sygn. BOZ 1813
- Od J. Skrzyneckiego 10 listów z roku 1831 oraz papiery Horodyskiego z roku 1831, rękopis: Biblioteka PAN Kraków, sygn. 164
- Memoriały, projekty, uwagi polityczne z lat 1808–1815, rękopis: Biblioteka PAN Kraków, sygn. 15
- Papiery osobiste Horodyskiego i kilka rozprawek, rękopis: Biblioteka PAN Kraków, sygn. 174.

Ponadto wiele papierów Horodyskiego lub jego dotyczących (m.in. korespondencji i materiałów) zachowało się w zbiorach: Archiwum Główne Akt Dawnych (Archiwum Towarzystwa Przyjaciół Nauk, sygn.: 17, 25, 59, 65); Biblioteka Narodowa, sygn.: 4123/1-3, IV 6317, BOZ III 9; Biblioteka PAN Kraków (Zbiory Horodyskiego, sygn.: 126–174, 206, 514); Biblioteka Czartoryskich, sygn.: 3929–3930 (tu: Akty i listy Związku Republikantów), 3934, 3936, 3940, 3943–3945, 5222, 5225, 5233, 5831; Biblioteka Polska w Paryżu, sygn.: 335, 406, 454.